# Can Boixeres (metropolitana di Barcellona)
Can Boixeres è una stazione della linea 5 della Metropolitana di Barcellona.
La stazione venne inaugurata nel 1976 ed è una delle pochissime stazioni in superficie di tutta Barcellona.
La stazione si trova a sud della Ronda de Dalt e tra Carrer de l'Estronci e Camí de Can Boixeres.